# 罗斯维塔·拜尔
罗斯维塔·拜尔（德語：Roswitha Beier，1956年12月22日—），德国女子游泳运动员。她曾代表东德参加1972年夏季奥林匹克运动会游泳比赛，获得女子100米蝶泳和女子4×100米混合泳接力银牌。